# Roberto Breppe
Roberto Florencio Breppe Sokosoppi (* 4. Februar 1941 in Paraná (Entre Ríos)) ist ein ehemaliger argentinischer Radrennfahrer.

## Sportliche Laufbahn
Breppe war Teilnehmer der Olympischen Sommerspiele 1964 in Tokio. Er bestritt mit dem Vierer Argentiniens das Mannschaftszeitfahren. Das Team mit Héctor Acosta, Roberto Breppe, Delmo Delmastro und Rubén Placánica belegte den 4. Platz. Im olympischen Straßenrennen kam er beim Sieg von Mario Zanin auf den 9. Platz. 
1968 startete er bei den Sommerspielen in Mexiko-Stadt. Im Mannschaftszeitfahren kam das Team mit Juan Alberto Merlos, Carlos Miguel Álvarez, Roberto Breppe und Ernesto Contreras auf den 7. Rang. Im olympischen Straßenrennen wurde Breppe 40. Auch im Bahnradsport war er am Start. In der Mannschaftsverfolgung schied Argentinien mit Ernesto Contreras, Juan Alberto Merlos, Roberto Breppe und Carlos Miguel Álvarez in der Qualifikation aus.
1972 war er bei den Spielen in München erneut dabei. Im olympischen Straßenrennen schied er beim Sieg von Hennie Kuiper aus.
Im Einzelrennen der UCI-Straßen-Weltmeisterschaften 1965 wurde er Sechster und damit bester Fahrer aus Südamerika. Im Mannschaftszeitfahren kam er mit dem argentinischen Vierer auf den 11. Rang. 1967 gewann er eine Etappe der Uruguay-Rundfahrt.

## Familiäres
Sein Bruder Luis Breppe war ebenfalls Radrennfahrer.